# لاسي سورينسن
لاسي سورينسن (بالإنجليزية: Lasse Sørensen)‏ (21 أكتوبر 1999 في الدنمارك - ) هو لاعب كرة قدم بريطاني في مركز الوسط. لعب مع ستوك سيتي.

## وصلات خارجية
- لاسي سورينسن على موقع قاعدة بيانات كرة القدم.إي يو (الإنجليزية)
- لاسي سورينسن على موقع Soccerbase.com (لاعب) (الإنجليزية)
- لاسي سورينسن على موقع Soccerway.com (الإنجليزية)
- لاسي سورينسن على موقع عالم كرة القدم.نت (الإنجليزية)